# Vertrouwensleer
De vertrouwensleer of vertrouwensbeginsel raakt meerdere gebieden van het recht. Hoofdregel is dat een partij mag vertrouwen op uitlatingen en uitgaan van gedragingen van de wederpartij.

## Privaatrecht
Voor het bepalen of er een succesvol beroep kan worden gedaan op het vertrouwensbeginsel dienen alle omstandigheden van het geval beoordeeld te worden. Hierbij dient gedacht te worden aan de aard van de rechtshandeling, de deskundigheid of ondeskundigheid van de betrokken partijen, de onderzoeksplicht van partijen en de voor- en nadelen die voortvloeien uit een rechtshandeling.
Twee of meer partijen kunnen met elkaar onderhandelen om bijvoorbeeld een koopovereenkomst te sluiten, in dit geval dienen de verklaring en de wil van een partij overeen te komen. Als bijvoorbeeld de verkopende partij een verklaring aflegt, waarop door de kopende partij vertrouwd  wordt, is de verkopende partij gehouden aan zijn verklaring. De redelijkheid en billijkheid hebben een beperkende werking die terughoudend dient te worden toegepast, de partij die een verklaring heeft afgelegd zal niet snel bevrijd worden van zijn verplichtingen. Diegene die vertrouwd heeft op de verklaring, maar er ook van uitging dat deze verklaring in overeenstemming was met de wil van de verkopende partij, kan zich erop beroepen dat er een rechtshandeling tot stand is gekomen.

### Jurisprudentie
- HR 11-12-1959 Eelman/Hin

## Publiekrecht
De vertrouwensleer in het publiekrecht is een algemeen beginsel van behoorlijk bestuur. 
Indien een toezegging of gedraging van een bestuursorgaan verwachtingen wekt bij een burger, mag de burger erop vertrouwen dat de toezegging ook nagekomen wordt. Als bijvoorbeeld een gemeentebestuur tegen een burger zegt dat de gemeente een zonder vergunning gebouwd schuurtje zal gedogen, dan kunnen ze daarna niet meer eisen dat het wordt afgebroken. 
In het geval van een toezegging van bijvoorbeeld een wethouder of ambtenaar is door de afdeling bestuursrechtspraak van de Raad van State in een flink aantal zaken geoordeeld dat de persoon in kwestie niet bevoegd was om de toezeggingen te doen, waardoor het bestuursorgaan de gedane toezegging niet hoefde na te komen. Hier komt bij dat de appellant doorgaans moet bewijzen dat de toezegging gedaan is.
Kort gezegd komt het erop neer dat er een schriftelijke toezegging moet zijn van een bestuursorgaan voordat met zekerheid een beroep gedaan kan worden op het vertrouwensbeginsel.
Bij een beroep op het vertrouwensbeginsel zijn verschillende vragen van belang: 
1. Heeft diegene die de toezegging deed (bijvoorbeeld een ambtenaar) dit bevoegdelijk gedaan.
2. Kunnen de gewekte verwachtingen contra legem (Latijn ‘tegen de wet in’) gehonoreerd worden.
3. Is diegene die vertrouwde in een nadeligere positie komen te verkeren doordat hij heeft gehandeld naar aanleiding van de toezeggingen, dit is het zogenoemde dispositievereiste.

De vertrouwensleer is een materieel beginsel van behoorlijk bestuur, vernietiging van een bestreden besluit houdt in dat het bestuursorgaan een nieuw besluit dient te nemen dat anders moet luiden dan het vernietigde besluit.